# 朱利安·阿拉菲利普
朱利安·阿拉菲利普（法語：Julian Alaphilippe，1992年6月11日—），法国男子自行车运动员，2018年环法自行车赛最佳爬坡手，2020年世界公路自行车锦标赛男子公路赛金牌得主、2021年世界公路自行车锦标赛男子公路赛金牌得主。